# 诺尔凯尔克
诺尔凯尔克（法語：Nortkerque，法語發音：[nɔʁ(t)kɛʁk]）是法国上法蘭西大區加来海峡省的一个市镇，属于圣奥梅尔区。

## 地理
诺尔凯尔克（50°52'30"N, 2°1'30"E）面积13.19 平方千米，位于法国上法蘭西大區加来海峡省，该省份为法国北部沿海省份，西北濒北海，南至索姆省，东临北部省。
与诺尔凯尔克接壤的市镇（或旧市镇、城区）包括：奥弗凯尔克、聚凯尔克、涅勒莱萨德尔、阿德尔、欧德吕克、盖姆斯、新埃格利斯。

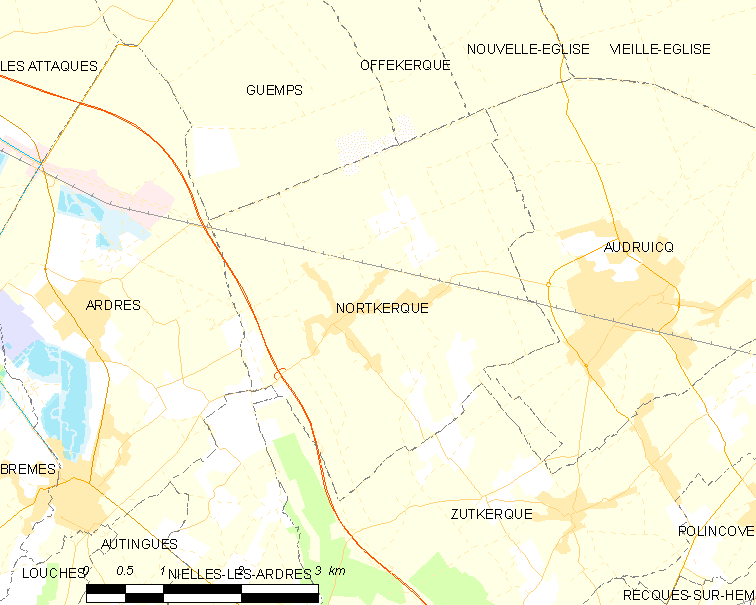
诺尔凯尔克的OSM定位图

诺尔凯尔克的时区为UTC+01:00、UTC+02:00（夏令时）。

## 行政
诺尔凯尔克的邮政编码为62370，INSEE市镇编码为62621。

## 政治
诺尔凯尔克所属的省级选区为马克县。

## 人口

1962-2008年间诺尔凯尔克人口变化图示

诺尔凯尔克于2022年1月1日时的人口数量为1753人。